# Milton Weber
Milton Franklin Weber (* 30. Mai 1910 in Graz; † 29. Oktober 1968 in Evanston, Illinois) war ein amerikanischer Geiger, Dirigent und Musikpädagoge österreichischer Herkunft. 

## Leben
Als Alois Weber geboren, erhielt er im Zuge einer Adoption den Nachnamen Gogg, doch nannte er sich nach seiner Emigration in die USA Milton Franklin Weber.
Die musikalische Ausbildung erhielt Weber am Konservatorium Graz (1928–1934), u. a. bei Hermann Ritter von Schmeidel, und wirkte dort anschließend auch als Lehrer. Daneben war er als Solist und Dirigent aktiv.
Mit einer Jüdin verheiratet, musste er nach der Okkupation Österreichs durch die deutsche Wehrmacht über Italien in die USA emigrieren.
Nach Militärdienst und Hochschulstudium wurde Weber 1947 als Professor zunächst an das Carroll College in Waukesha (Wisconsin) und 1962 an die University of Wisconsin–Milwaukee berufen. In Waukesha gründete er (1947) ein Sinfonieorchester, das weithin Reputation erlangen konnte. 1957 avancierte Weber zudem zum Direktor des Music for Youth Projektes in Milwaukee, das er mit großem Erfolg weiterentwickelte. 1966 gab er all seine Funktionen in Wisconsin auf und übersiedelte nach Nevada, bevor er 1967 als Professor für Dirigieren an das College of Performing Arts der Roosevelt University in Chicago berufen wurde. Bereits ein Jahr später starb Milton Weber jedoch mit 58 Jahren an einer Lungenembolie.